# 嗜硫珠菌属
嗜硫珠菌属（英語："Thiomargarita"）是硫发菌科的一个属，包括液泡硫细菌——纳米比亚嗜硫珠菌 、Candidatus Thiomargarita nelsonii和Ca. Thiomargarita joergensii。 2022年，科学家在加勒比海紅樹林發現了該屬的一種極其巨大的細菌，命名為华丽硫珠菌 ，其细胞肉眼可见，可达2 cm。

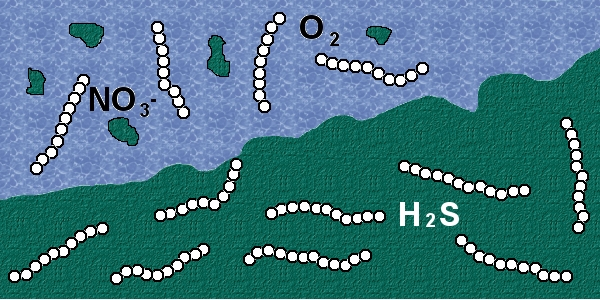
纳米比亚嗜硫珠菌收集水中的硝酸盐和氧气，以及收集沉积物中的硫化物

该属可在富含硫化氢的环境，诸如冷泉、泥火山、盐水池和富含有机物的沉积物、以及在本格拉洋流和秘鲁凉流下發現的沉積物中找到。 這些細菌通常歸類為化能营养生物，它們生存的海水環境，含有週期性上升洋流帶來的大量硝酸鹽。 它們利用还原无机硫化物，以此为呼吸作用的电子供体来产生将碳固定成生物质能量，並把富餘的硝酸鹽留存在體內的液泡中。碳固定通过卡尔文循环和可逆克雷布斯循环发生。當缺乏硝酸鹽時，它們會動用體內的庫存。